# Leisure
Leisure je debutové album britské skupiny Blur, které vyšlo 26. srpna 1991 ve Velké Británii. O měsíc později vyšlo album i v USA ale s jiným tracklistem. Ve Velké Británii se dostalo album na 7. místo prodejní hitparády.

## Seznam písní
Anglická verze alba
1. "She's So High" – 4:45
2. "Bang" – 3:36
3. "Slow Down" – 3:11
4. "Repetition" – 5:25
5. "Bad Day" – 4:23
6. "Sing" – 6:00
7. "There's No Other Way" – 3:23
8. "Fool" – 3:15
9. "Come Together" – 3:51
10. "High Cool" – 3:37
11. "Birthday" – 3:50
12. "Wear Me Down" – 4:49

Americká verze alba
1. "She's So High"
2. "There's No Other Way"
3. "Bang"
4. "I Know"
5. "Slow Down"
6. "Repetition"
7. "Bad Day"
8. "High Cool"
9. "Come Together"
10. "Fool"
11. "Birthday"
12. "Wear Me Down"

Japonská verze alba
1. "She's So High"
2. "There's No Other Way"
3. "Bang"
4. "I Know"
5. "Slow Down"
6. "Repetition"
7. "Bad Day"
8. "Sing"
9. "High Cool"
10. "Come Together"
11. "Inertia"
12. "Mr. Briggs"
13. "Fool"
14. "Birthday"
15. "Wear Me Down"